# Listă alfabetică a statelor SUA

Hartă a Statelor Unite ale Americii cu numele statelor componente.

Această pagină este o listă a statelor componente ale Statelor Unite ale Americii aranjate strict alfabetic.  Data admiterii în Uniune este considerată fie data acceptării sau ratificării Constituției Statelor Unite (în cazul celor treisprezece state fondatoare), fie data la care ansamblele legislative locale ale fiecărui stat, reunite într-o adunare legislativă comună, au ratificat sau admis acceptarea intrării în Uniune.  Singura excepție este statul Ohio, care a fost declarat retroctiv stat al Uniunii la 7 august 1953, cu începere de la 1 martie 1803, data primei reuniuni a legislativului statului.
În cazul particular al celor treisprezece foste colonii, devenite state fondatoare ale Statelor Unite ale Americii se pot menționa două date, una comună tuturora, 4 iulie 1776, data Declarației de independență a Statelor Unite ale Americii și respectiv data acceptării Constituției Statelor Unite, promulgată oficial la 17 septembrie 1787, dar ratificată succesiv de către cele treisprezece state originare la date diferite, începând cu ratificarea sa de către statul Delaware la 7 decembrie 1787, primul, și terminând cu ratificarea sa la 29 mai 1790 de către Rhode Island, ultimul dintre cele 13 state fondatoare. 
Începând cu admiterea statului Vermont, care a fost o republică independentă (vedeți Vermont Republic) între 1777 și 1791, ca cel de-al paisprezecelea stat al Statelor Unite ale Americii la 4 martie 1791, și până la admiterea statului Hawaii, ca cel de-al cincizecilea stat al SUA, la 21 august 1959, admiterea tuturor celorlalte 34 + 2 state (cu excepția menționată a statului Ohio) este considerată data ratificării Constituției SUA de către ansamblul comun legislativ statal. 
| Număr | Stat al SUA      | Abreviere poștală | Capitala statului | Ordinea admiterii | Data admiterii în Uniune                             |
| 01.   | Alabama          | AL                | Montgomery        | al 22-lea         | 14 decembrie 1822                                    |
| 02.   | Alaska           | AK                | Juneau            | al 49-lea         | 3 ianuarie 1959                                      |
| 03.   | Arizona          | AZ                | Phoenix           | al 48-lea         | 14 februarie 1912                                    |
| 04.   | Arkansas         | AR                | Little Rock       | al 25-lea         | 15 iunie 1826                                        |
| 05.   | California       | CA                | Sacramento        | al 31-lea         | 9 septembrie 1850                                    |
| 06.   | Carolina de Nord | NC                | Raleigh           | al 12-lea         | 21 noiembrie 1789                                    |
| 07.   | Carolina de Sud  | SC                | Columbia          | al 8-lea          | 23 mai 1788                                          |
| 08.   | Colorado         | CO                | Denver            | al 38-lea         | 1 august 1876                                        |
| 09.   | Connecticut      | CT                | Hartford          | al 5-lea          | 9 ianuarie 1788                                      |
| 10.   | Dakota de Nord   | ND                | Bismarck          | al 39/40 -lea     | 2 noiembrie 1889                                     |
| 11.   | Dakota de Sud    | SD                | Pierre            | al 39/40 -lea     | 2 noiembrie 1889                                     |
| 12.   | Delaware         | DE                | Dover             | întâiul           | 7 decembrie 1787                                     |
| 13.   | Florida          | FL                | Tallahassee       | al 27-lea         | 3 martie 1845                                        |
| 14.   | Georgia          | GA                | Atlanta           | al 4-lea          | 2 ianuarie 1788                                      |
| 15.   | Hawaii           | HI                | Honolulu          | al 50-lea         | 21 august 1959                                       |
| 16.   | Idaho            | ID                | Boise             | al 43-lea         | 3 iulie 1890                                         |
| 17.   | Illinois         | IL                | Springfield       | al 21-lea         | 3 decembrie 1818                                     |
| 18.   | Indiana          | IN                | Indianapolis      | al 19-lea         | 11 decembrie 1816                                    |
| 19.   | Iowa             | IA                | Des Moines        | al 29-lea         | 28 decembrie 1846                                    |
| 20.   | Kansas           | KS                | Topeka            | al 34-lea         | 29 ianuarie 1861                                     |
| 21.   | Kentucky         | KY                | Frankfort         | al 15-lea         | 1 iulie 1792                                         |
| 22.   | Lousiana         | LA                | Baton Rouge       | al 18-lea         | 30 aprilie 1812                                      |
| 23.   | Maine            | ME                | Augusta           | al 23-lea         | 15 martie 1820                                       |
| 24.   | Maryland         | MD                | Annapolis         | al 7-lea          | 28 aprilie 1788                                      |
| 25.   | Massachusetts    | MA                | Boston            | al 6-lea          | 6 februarie 1788                                     |
| 26.   | Michigan         | MI                | Lansing           | al 26-lea         | 26 ianuarie 1837                                     |
| 27.   | Minnesota        | MN                | Saint Paul        | al 32-lea         | 11 mai 1858                                          |
| 28.   | Mississippi      | MS                | Jackson           | al 20-lea         | 10 decembrie 1817                                    |
| 29.   | Missouri         | MO                | Jefferson City    | al 24-lea         | 10 august 1821                                       |
| 30.   | Montana          | MT                | Helena            | al 41-lea         | 8 noiembrie 1889                                     |
| 31.   | Nebraska         | NE                | Lincoln           | al 37-lea         | 1 martie 1867                                        |
| 32.   | Nevada           | NV                | Carson City       | al 36-lea         | 31 octombrie 1864                                    |
| 33.   | New Hampshire    | NH                | Concord           | al 9-lea          | 21 iunie 1788                                        |
| 34.   | New Jersey       | NJ                | Trenton           | al 3-lea          | 18 decembrie 1787                                    |
| 35.   | New Mexico       | NM                | Santa Fe          | al 47-lea         | 6 ianuarie 1912                                      |
| 36.   | New York         | NY                | Albany            | al 11-lea         | 26 iulie 1788                                        |
| 37.   | Ohio             | OH                | Columbus          | al 17-lea         | 1 martie 1803 (declarat retroactiv la 7 august 1953) |
| 38.   | Oklahoma         | OK                | Oklahoma City     | al 46-lea         | 16 noiembrie 1907                                    |
| 39.   | Oregon           | OR                | Salem             | al 33-lea         | 14 februarie 1859                                    |
| 40.   | Pennsylvania     | PA                | Harrisburg        | al 2-lea          | 12 decembrie 1787                                    |
| 41.   | Rhode Island     | RI                | Providence        | al 13-lea         | 29 mai 1790                                          |
| 42.   | Tennessee        | TN                | Nashville         | al 16-lea         | 1 iunie 1796                                         |
| 43.   | Texas            | TX                | Austin            | al 28-lea         | 29 decembrie 1845                                    |
| 44.   | Utah             | UT                | Salt Lake City    | al 45-lea         | 4 ianuarie 1896                                      |
| 45.   | Vermont          | VT                | Montpelier        | al 14-lea         | 4 martie 1791                                        |
| 46.   | Virginia         | VA                | Richmond          | al 10-lea         | 25 iunie 1788                                        |
| 47.   | Virginia de Vest | WV                | Charleston        | al 35-lea         | 20 iunie 1863                                        |
| 48.   | Washington       | WA                | Olympia           | al 42-lea         | 11 noiembrie 1889                                    |
| 49.   | Wisconsin        | WI                | Madison           | al 30-lea         | 29 mai 1848                                          |
| 50.   | Wyoming          | WY                | Cheyenne          | al 44-lea         | 10 iulie 1890                                        |